# Мезозоа
Мезозоа (Mesozoa, наричат се и Месозоа) са загадъчни, дребни, червеобразни паразити по морските безгръбначни. Все още не е ясно дали те са дегенерирали Platyhelminthes (плоски червеи) или първично примитивни Metazoa (животни). Като цяло, тези малки, неуловими същества се състоят от един соматодерм (външен слой) от ресничести клетки, заобикалящи една или повече репродуктивни клетки.
Преди десетилетия, Mesozoa са класифицирани като тип. Молекулярни изследвания на филогенията им показва, че мистериозните Mesozoa са полифелитични, т.е. те се състоят от най-малко две независими групи. В резултат на тези последните научни открития в молекулярната биология, Mesozoa сега често се прилага неофициално, а не като официален таксон. Някои учени, класифицират в миналото Mesozoa като единствената тип на самостоятелното подцарство Agnotozoa. Други причисляват Mesozoa в царството на протистите.

## Еволюция
Мезозоа някога са смятани за еволюционни междинни форми между протозои и Metazoa, но сега е прието, че произхождат от дегенерирали или опростени Metazoa. Техните ресничести ларви са подобни на мирацидиите на Trematoda, като вътрешното им множене е подобно на това, което се случва в спороциста на трематодите. ДНК при Метазоа има ниско GC-съдържание (40%). Тази стойност е подобна при ресничести, но ресничестите са двуядрени.

## Представители
Двете основни групи Mesozoa, са Rhombozoa и на Orthonectida. Други групи, които понякога са включени в Mesozoa са Плакозоа и на Monoblastozoa.
Monoblastozoans са представени от вид, който е описан един-единствен път през 19 век и не е наблюдаван преди или след това. Като такъв, много учени се съмняват, че те са истинска група. Както е описано, вида е имал само един слой тъкан.